# The Warrior's Code
The Warrior's Code è il quinto album di studio del gruppo celtic punk/folk punk statunitense Dropkick Murphys. La canzone I'm Shipping Up to Boston è stata inclusa nella colonna sonora del film The Departed - Il bene e il male.

## Tracce
Tutte le tracce dei Dropkick Murphys eccetto dove indicato.
1. Your Spirit's Alive – 2:20
2. The Warrior's Code – 2:29
3. Captain Kelly's Kitchen – 2:48 – canzone tradizionale Courtin' in the Kitchen
4. The Walking Dead – 2:07
5. Sunshine Highway – 3:22
6. Wicked Sensitive Crew – 2:59
7. The Burden – 2:55
8. Citizen C.I.A. – 1:28
9. The Green Fields of France – 4:45 – cover di Eric Bogle
10. Take It and Run – 2:44
11. I'm Shipping Up to Boston – 2:33 (testo: Woody Guthrie)
12. The Auld Triangle – 2:41 – cover di Brendan Behan
13. Last Letter Home – 3:32
14. Tessie – 4:15 – traccia bonus
15. Hatebomb – 1:12 – traccia bonus nell'edizione giapponese

## Singoli
- Sunshine Highway
- The Warrior's Code
- I'm Shipping Up to Boston
- Tessie #89 US Modern Rock Charts

## Componenti
- Al Barr – voce
- Ken Casey –basso, voce
- Matt Kelly – batteria, bodhrán, voce
- James Lynch – chitarra, voce
- Marc Orrell – chitarra, fisarmonica, voce
- James "Scruffy" Wallace – cornamusa
- Tim Brennan – mandolino, tin whistle, chitarra acustica
- Laura Casey – viola, violoncello
- Marco Urban – voce
- Josephine Lyons – voce
- Tom O'Connell – voce
- Tom Madden – voce
- Anders Geering – voce
- Lance Maurizio Minutelli voiceurnett – voce